# Virginia Slims of San Diego 1971
Virginia Slims of San Diego 1971 — жіночий тенісний турнір, що проходив на відкритих кортах з твердим покриттям Morely Field Sports Complex у Сан-Дієго (США). Належав до Women's Tennis Circuit 1971. Турнір відбувся вперше і тривав з 22 квітня до 25 квітня 1971 року. Перша сіяна Біллі Джин Кінг здобула титул в одиночному розряді й заробила 2,50 тис. доларів.

## Фінальна частина

### Одиночний розряд
Біллі Джин Кінг —  Розмарі Казалс 4–6, 7–5, 6–1

### Парний розряд
Розмарі Казалс /  Біллі Джин Кінг —  Франсуаза Дюрр /  Джуді Тегарт-Далтон 6–7, 6–2, 6–3